# Ich weiß, was du letzten Sommer getan hast (1997)
Ich weiß, was du letzten Sommer getan hast ist ein US-amerikanischer Horrorfilm. Er wurde 1997 veröffentlicht und zog bis 2008 drei Fortsetzungen mit demselben Grundthema nach sich. Der Film basiert auf dem Roman I Know What You Did Last Summer von Lois Duncan, lässt sich aber zahlreiche Freiheiten mit der Vorlage.

## Handlung
Einer der Höhepunkte der Feiern zum Amerikanischen Unabhängigkeitstag im amerikanischen Fischerstädtchen Southport in North Carolina ist die Wahl zur Fischkönigin, der Croaker Queen. Vor ihren zuschauenden Freunden Julie, Barry und Ray hat die Highschool-Abgängerin Helen ihre fünf Konkurrentinnen hinter sich gelassen. Abends fahren die zwei Paare feiernd eine Küstenstraße entlang. An dieser sah man im Vorspann einen jungen Mann auf einer Klippe sitzen und ein drehbares Medaillon in den Händen halten. In einem unachtsamen Moment überfährt Ray, der am Steuer sitzt, etwas. Am Straßenrand finden die Freunde den Körper eines Mannes mit blutüberströmtem Gesicht. In ihrer Panik beschließen die Jugendlichen, den Unfall zu vertuschen und den scheinbar Leblosen in das nahe gelegene Meer zu werfen. Dabei reißt der Totgeglaubte Helens Krone aus dem Schönheitswettbewerb mit unter Wasser. Als Barry hinterherspringt, um sie zu retten, sieht er, dass der Mann die Augen aufschlägt. Dies nehmen die Jugendlichen wieder nicht zum Anlass, dem Verletzten zu helfen, und schwören sich stattdessen, den schrecklichen Vorfall zu vergessen und nie wieder ein Wort darüber zu verlieren. Das Medaillon bleibt am Ufer liegen.
Ein Jahr später haben sich die Freunde weitgehend aus den Augen verloren. Julie kehrt für die Sommerferien vom College nach Hause zurück, wo sie einen Brief vorfindet. Der Inhalt ist nur ein einziger Satz: „I KNOW WHAT YOU DID LAST SUMMER!“ (dt. „Ich weiß, was Du letzten Sommer getan hast!“). Daraufhin nimmt sie wieder Kontakt zu ihrer ehemaligen besten Freundin Helen auf, die den letztjährigen Unfall ebenfalls nicht verarbeiten kann. Gemeinsam suchen sie Barry auf, der an einen Scherz glaubt und einen von Julies Freunden, Max, als Absender des Briefes verdächtigt. Max ließ sich in der Nacht vor einem Jahr von Julie und Ray abwimmeln, als er kurz nach dem Unfall an dem Wagen der vier vorbeifuhr. Nachdem der ahnungslose Max von Barry aufgesucht und bedroht wurde, wird er von einem Unbekannten in einer Öljacke mit einem Handhaken getötet. Barry wird von demselben Mann angefahren und verletzt. Die drei anderen besuchen ihn im Krankenhaus.
Julie, die weiß, dass zwei Wochen nach dem Unfall ein David Egan tot aus einem Krabbennetz geborgen wurde, recherchiert mit Helen in einem Zeitungsarchiv, dass am 4. Juli vor zwei Jahren Susie Willis, die Verlobte des Toten, in dessen Auto ertrank, nachdem dieser es über eine Klippe fuhr. Die beiden suchen Egans Schwester Missy auf, die erzählt, dass ein Freund ihres Bruders namens Billy Blue kondoliert habe. Am Abend dringt eine Gestalt im Ölmantel in Helens Haus ein und belauscht ein Gespräch von ihr mit ihrer Schwester. Am nächsten Morgen, dem 4. Juli, findet Helen sich mit abgeschnittenen Haaren und „SOON“ (dt. „Bald“) auf ihrem Spiegel geschrieben vor, während Julie Max’ Leiche in ihrem Kofferraum entdeckt, die jedoch wieder verschwunden ist, als sie Barry und Helen herbeiholt. Ray kommt hinzu und Julie entscheidet, nochmals mit dem College-Jahrbuch zu Missy zu fahren, um das vermutete Pseudonym Billy Blue anhand der Fotos von ihr identifizieren zu lassen. Als Julie ihr den Unfall offenbaren will, spricht diese von einem Selbstmord ihres Bruders und zeigt einen Abschiedsbrief „I WILL NEVER FORGET LAST SUMMER“ (dt. „Ich werde den letzten Sommer nie vergessen“), den Julie ihr jedoch als Morddrohung deutet. Es kommt zu einem Wortstreit, weil Missy darauf beharrt, dass ihr Bruder ertrunken sei und weder die von Julie gesehene Tätowierung Susie noch überhaupt irgendeine Tätowierung getragen habe. Julie erkennt, dass sie sich in der Identität des Unfallopfers geirrt hat. Sie kehrt nochmals ins Zeitungsarchiv zurück, wo in einem Artikel der Fischer Benjamin Willis als Susies Vater genannt wird. Nun ahnt sie, dass sie und ihre Freunde diesen im letzten Jahr auf der Landstraße angefahren hatten – kurz nachdem dieser David Egan getötet hat, um seine Tochter zu rächen.
Trotz der Ereignisse muss Helen traditionsgemäß, als letztjährige Gewinnerin, an der Wahl zur neuen Croaker Queen teilnehmen. Barry schaut von einer Empore aus zu. Dabei beobachtet Helen, wie jemand im Ölmantel hinter Barry auftaucht und ihn mit seinem Haken niederschlägt. Verzweifelt versucht Helen vergeblich, durch die Menschenmenge nach oben zu gelangen. Bei der anschließenden Überprüfung der Empore durch einen Polizisten übersieht dieser Blutspuren. Als er Helen nach Hause fahren will, versperrt ihnen in einer Gasse ein Pannenfahrzeug den Weg. Die Gestalt im Ölmantel tötet den ausgestiegenen Polizisten. Helen schafft es, aus dem Polizeiwagen und in den Laden ihrer Schwester zu flüchten. Der Mörder ist jedoch bereits durch die unverschlossene Hintertür hineingelangt und tötet Helens Schwester Elsa. Helen kann zunächst flüchten, wird aber in einer Gasse wenige Meter von der belebten Straße entfernt von dem Mann gestellt und trotz heftiger Gegenwehr ebenfalls getötet.
Julie eilt zum Hafen und findet Ray, der nach dem letzten Sommer Fischer geworden ist, auf seinem Boot. Aus ihr sprudelt heraus, dass sie nun annimmt, dass vor einem Jahr noch jemand anderes als sie und David Egan an der Straße war, nämlich Ben Willis, der zuerst Egan ermordete und dann von ihnen angefahren, aber nicht getötet wurde. Ray bittet Julie in sein Boot, doch dann erblickt sie den Bootsnamen Billy Blue. Julie läuft davon, Ray hinterher, ein Fischer schlägt Ray zu Boden und ruft Julie zu, auf sein Boot zu flüchten. Dort sieht sie eine Pinnwand, an der Fotos von ihr und ihren Freunden hängen. Der Fischer hängt das Medaillon dazu und deutet den Unfall an. Julie erkennt, dass sie Ben Willis vor sich hat und das Schiff sich bereits auf See befindet. Sie flüchtet unter Deck, während Ray mit einem Motorboot auf Willis’ Schiff gelangt. Im Eisraum stößt Julie auf die Leichen von Barry und Helen. Als Willis nach Kämpfen mit Ray seinen Haken in Julie schlagen will, verfängt sich seine Hand in einem Seil der Takelage. Ray löst die Sicherung der Seilwinde, woraufhin Willis hochgerissen und seine Hand am Block des Flaschenzugs abgerissen wird; Willis stürzt ins Meer. Ray erklärt Julie, aus Schuldgefühlen Missy aufgesucht zu haben.
Ein Jahr später ist Julie wieder an der Universität und telefoniert mit Ray. Im Gemeinschaftsbad bekommt sie einen Brief, der an sie gerichtet ist. Als sie diesen öffnet, findet sie darin eine Einladung zu einer Party. Als Julie sich unter die Dusche stellen will, bemerkt sie eine Nachricht an der Duschtür: „I STILL KNOW“ (dt. „Ich weiß es noch immer“). Durch die Tür springt eine dunkle Gestalt im Ölmantel auf sie zu, und man hört nur noch einen Schrei.

## Hintergrund
- Lois Duncan, die Autorin des Buches I Know, What You Did Last Summer, erklärte öffentlich, dass sie den Film hasse, da die Macher aus ihrem 1973 erschienenen Buch einen Slasher-Film gemacht haben. Das missfiel ihr insbesondere angesichts der Tatsache, dass ihre 18-jährige Tochter Kaitlyn am 16. Juli 1989 ermordet in ihrem Auto aufgefunden worden war.[2]
- Der Film wurde in 50 Tagen in verschiedenen Städten und Orten in North Carolina und Kalifornien gedreht.[2][3]
- Jennifer Love Hewitt sprach für die Rolle der Helen vor, Sarah Michelle Gellar für die der Julie.[2] Besetzt wurden sie für die jeweils andere Rolle.
- Im Film waren Julie und Ray sowie Helen und Barry Paare, im realen Leben heirateten später die Darsteller von Ray und Helen, Freddie Prinze jr. und Sarah Michelle Gellar.
- Der Film hatte ein Budget von rund 17 Millionen US-Dollar. Er spielte weltweit über 125,5 Millionen US-Dollar ein, davon allein über 72 Millionen US-Dollar in den USA.[4]
- Kevin Williamson schrieb das Script für Ich weiß, was du letzten Sommer getan hast vor Scream – Schrei!, konnte es jedoch nicht an Filmfirmen verkaufen. Erst nachdem Scream 1996 erfolgreich in den Kinos lief, kaufte Columbia Pictures das Script für Ich weiß, was du letzten Sommer getan hast.[2]
- In einer der ersten Szenen sagt Helen zu ihren Freunden, dass sie zum Dawson’s Beach gehen wollen. Dies ist eine Anspielung auf die Serie Dawson’s Creek, die von Kevin Williamson geschrieben wurde.[2]
- Die ungeschnittene Fassung des Films war in Deutschland bis 2015 ab 18 freigegeben, nach einer Neuprüfung der FSK wurde sie dann auf 16 heruntergestuft.[5]
- In der Szene, in der Julie James und Helen Shivers zum Landhaus von Melissa Egan fahren, fragt Helen Shivers ihre Freundin: „Sollten wir nicht irgendeinen Plan haben? Angela Lansbury hat immer einen Plan.“ Dabei bezieht sich Helen auf die fiktive Figur der ermittelnden Schriftstellerin Jessica Fletcher, gespielt von Schauspielerin Angela Lansbury, in der Krimi-Fernsehserie Mord ist ihr Hobby aus den 1980er Jahren. In der darauffolgenden Szene erwähnt Helen die Schauspielerin Jodie Foster, die im Laufe ihres Lebens unter diversen Stalkern leiden musste, zum Beispiel in Bezug auf den geisteskranken Attentäter John Hinckley, Jr.

### Synchronisation
Die deutsche Synchronfassung entstand bei der RC Production, Berlin. Nadine Geist schrieb das Dialogbuch und Frank Schaff führte Regie.
| Rolle                  | Darsteller            | Synchronsprecher   |
| ---------------------- | --------------------- | ------------------ |
| Julie James            | Jennifer Love Hewitt  | Dascha Lehmann     |
| Helen Shivers          | Sarah Michelle Gellar | Alexandra Wilcke   |
| Barry Cox              | Ryan Phillippe        | Julien Haggège     |
| Ray Bronson            | Freddie Prinze jr.    | Dennis Schmidt-Foß |
| Elsa Shivers           | Bridgette Wilson      | Claudia Lehmann    |
| Melissa Egan           | Anne Heche            | Bianca Krahl       |
| Max Neurick            | Johnny Galecki        | Frank Schaff       |
| Ben Willis / Fisherman | Muse Watson           | Michael Telloke    |
| Officer David Caporizo | Stuart Greer          | Peter Reinhardt    |

## Fortsetzungen und Serie
Dem Film folgten zwei Fortsetzungen. 1998 wurde von Danny Cannon Ich weiß noch immer, was du letzten Sommer getan hast inszeniert, bei dem erneut Jennifer Love Hewitt und Freddie Prinze jr. mitwirkten. Acht Jahre später folgte Ich werde immer wissen, was du letzten Sommer getan hast, der im Gegensatz zu seinen Vorgängern direkt auf DVD veröffentlicht wurde und mit einer komplett anderen Besetzung aufwartet. Im Oktober 2021 veröffentlichte Amazon Studios eine Serie mit dem Titel Ich weiß, was du letzten Sommer getan hast, die jedoch nur eine ähnliche Handlung besitzt und nicht im direkten Zusammenhang mit dem Film steht.
2024 wurde bekannt, dass mit I Know What You Did Last Summer eine weitere Fortsetzung in Teilen mit der Originalbesetzung in Produktion ist. Sie erschien im Juli 2025.

## Kritiken
„Machen wir uns nichts vor: Ohne das Kielwasser von Scream wäre ‚Ich weiß, was du letzten Sommer getan hast‘ das Schicksal der Videopremiere nicht erspart geblieben. (…) Fazit: Mäßig spannender Slasher.“

„Ein vorhersehbarer Slasher-Film (…). Der typische Nachzieher des Kinoerfolgs „Scream“ von Wes Craven, für den Kevin Williamson ebenfalls das Drehbuch schrieb, ist ein unorigineller Film, der nach brauchbarem Start schnell verflacht und auch kaum formale Qualitäten zu bieten hat. Da der Film trotz seiner öden Story ein erklecklicher Kassenerfolg wurde, durfte ein Nachzieher nicht ausbleiben. Doch außer dass die Titel immer länger werden, als sie ohnehin schon sind – „Ich weiß noch immer, was Du letzten Sommer getan hast“ folgte 1998 – ist von keiner Steigerung zu berichten.“

„Ein weitgehend konventioneller, aber durchaus spannender Horrorfilm mit einigen allzu gräßlichen Szenen. Zwar ohne ironische Reflexion über die Genre-Mechanismen, entwirft er ein dennoch interessantes psychologisches Szenario, das das Thema Schuld ebenso behandelt wie die Notwendigkeit, sich ihr zu stellen. Eine konsequente Behandlung erfährt das Thema nicht.“

## Nominierungen und Auszeichnungen
| Jahr | Veranstaltung                   | Kategorie                                                                        | Ergebnis  |
| ---- | ------------------------------- | -------------------------------------------------------------------------------- | --------- |
| 1997 | ASCAP Award                     | Top Box Office Films, John Debney                                                | Nominiert |
| 1998 | Saturn Award                    | Best Horror Film                                                                 | Nominiert |
| 1998 | Blockbuster Entertainment Award | Favorite Female Newcomer, Favorite Actress, Jennifer Love Hewitt                 | Gewonnen  |
| 1998 | Blockbuster Entertainment Award | Favorite Supporting Actress – Horror, Sarah Michelle Gellar                      | Gewonnen  |
| 1998 | Blockbuster Entertainment Award | Favorite Actor – Horror, Freddie Prinze Jr.                                      | Nominiert |
| 1998 | Blockbuster Entertainment Award | Favorite Actress – Horror, Jennifer Love Hewitt                                  | Nominiert |
| 1998 | Blockbuster Entertainment Award | Favorite Supporting Actor, Ryan Phillippe                                        | Nominiert |
| 1998 | IHG Award                       | Best Movie                                                                       | Nominiert |
| 1998 | MTV Movie Awards                | Best Breakthrough Performance, Sarah Michelle Gellar                             | Nominiert |
| 1998 | Young Artist Award              | Best Performance in a Feature Film – Leading Young Actress, Jennifer Love Hewitt | Nominiert |